# 2nd Indian Cavalry Division
Pour les articles homonymes, voir 2e division.
La 2e division de cavalerie indienne est une division de l'armée indienne britannique formée au début de la Première Guerre mondiale. Elle a sert sur le front occidental et a été rebaptisée 5e division de cavalerie le 26 novembre 1916. En mars 1918, la 5e division de cavalerie est démantelée. Les unités britanniques et canadiennes restent en France et les éléments indiens sont envoyés en Égypte pour aider à constituer la 2e division à cheval.

## Histoire
La division s'est embarquée pour la France depuis Bombay le 16 octobre 1914, sous le commandement du Major Général G.-A. Cookson. Pendant la guerre, la division sert dans les tranchées en tant qu'infanterie. En raison de la différence de niveau des troupes, chaque brigade de cavalerie, une fois démontée, forme un régiment démonté.
En mars 1916, la 2e division de cavalerie indienne est rattachée à la quatrième armée britannique. Le 1er juillet 1916, la 9e brigade de cavalerie (Secunderabad) prend une position de réserve dans la Somme, prête à exploiter toute percée. La même brigade est à nouveau envoyée le 14 juillet à Montauban pour appuyer l'attaque de la crête Bazentin-Longueval. À 17h30, les deux régiments de tête reçoivent l'ordre d'avancer entre les High Wood et Delville Wood. Le 7th Dragoon Guards britannique et le 20th Deccan Horse indien avancent au galop jusqu'à une position entre les bois, mais il n'y a pas grand-chose à faire[Quoi ?]. À 03h30 le 15 juillet, ils retournent à Montauban, ayant subi des pertes de 74 hommes et 110 chevaux. Des unités de cavalerie sont à nouveau avancées le 15 septembre pour soutenir l'attaque sur Flers-Courcelette, mais elles ne sont pas entraînées dans les combats et ne jouent plus aucun rôle dans la bataille de la Somme, si ce n'est en tant qu'unités de travail en réserve. Le nombre élevé de pertes d'officiers subies au début a eu un effet sur les performances ultérieures de l'unité. Les officiers britanniques qui comprennent la langue, les coutumes et la psychologie de leurs hommes ne peuvent pas être remplacés rapidement, et l'environnement étranger du front occidental a un certain effet sur les soldats. La 2e division de cavalerie indienne est rebaptisée 5e division de cavalerie le 26 novembre 1916 et rattachée à la 5e armée. En mars 1918, la division est transférée en Égypte, bien que ses deux régiments de cavalerie régulière britannique (8th Hussars et 7th Dragoon Guards) restent en France.

## Ordre de bataille
5th (Mhow) Cavalry Brigade (parti le 15 septembre 1915 pour la 1st Indian Cavalry Division)
- 6e (Inniskilling) Dragoons
- 2e lanciers (Gardner's Horse)
- 38e King George's Own Central India Horse
- Batterie X, Royal Horse Artillery

7th (Meerut) Cavalry Brigade (parti en juin 1916 pour la Mésopotamie)
- 13e Hussards
- 3e Skinner's Horse

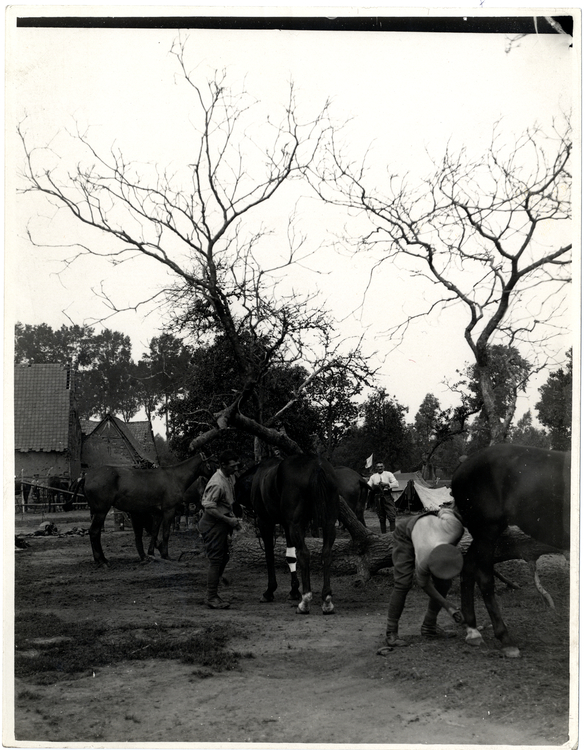
Lignes de chevaux et bivouacs du Hussars Aire, France, 25 juillet 1915

- 18th King George's Own Tiwana Lancers (transféré en juin 1916 à la 3rd (Ambala) Cavalry Brigade)
- 30th Lancers (Gordon's Horse) (rejoint en juin 1916 par la 3rd (Ambala) Cavalry Brigade)
- Batterie V, Royal Horse Artillery
- 15th Machine Gun Squadron (rejoint en février 1916)

9e Cavalry Brigade (Secunderabad)

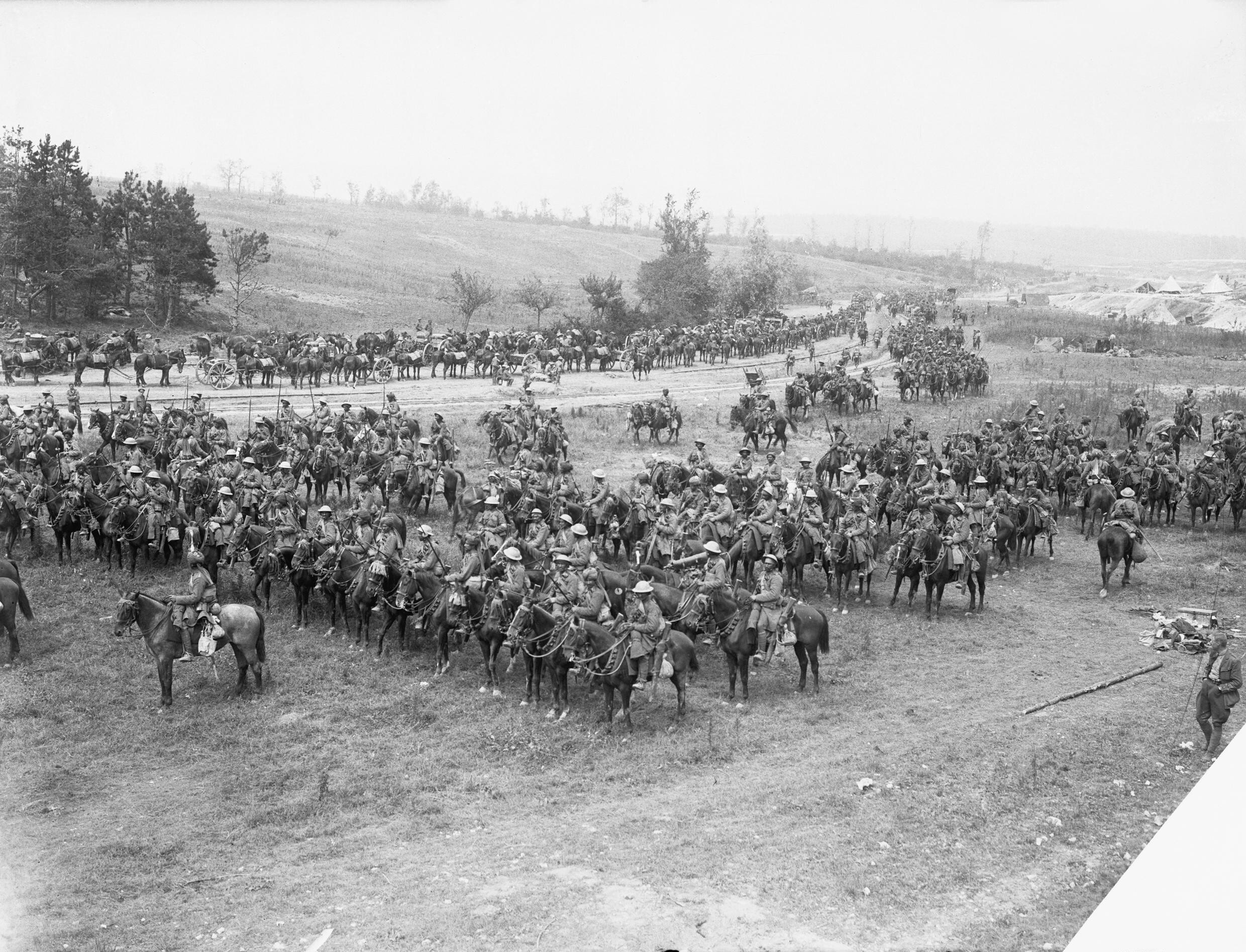
Bataille de la crête de Bazentin, bataille de la Somme : le 20th Deccan Horse dressé en rangs dans la vallée de Carnoy attendant l'occasion d'attaquer.

- 7e (princesse royale) Dragoon Guards
- 20e Deccan Horse
- 34e Prince Albert Victor's Own Poona Horse
- Batterie N, Royal Horse Artillery
- 13th Machine Gun Squadron (rejoint le 29 février 1916)

3e Cavalry Brigade (Ambala) (rejointe le 15 septembre 1915 par la 1re division de cavalerie indienne)
- 8e hussards (King's Royal Irish)
- 9e Hodson's Horse

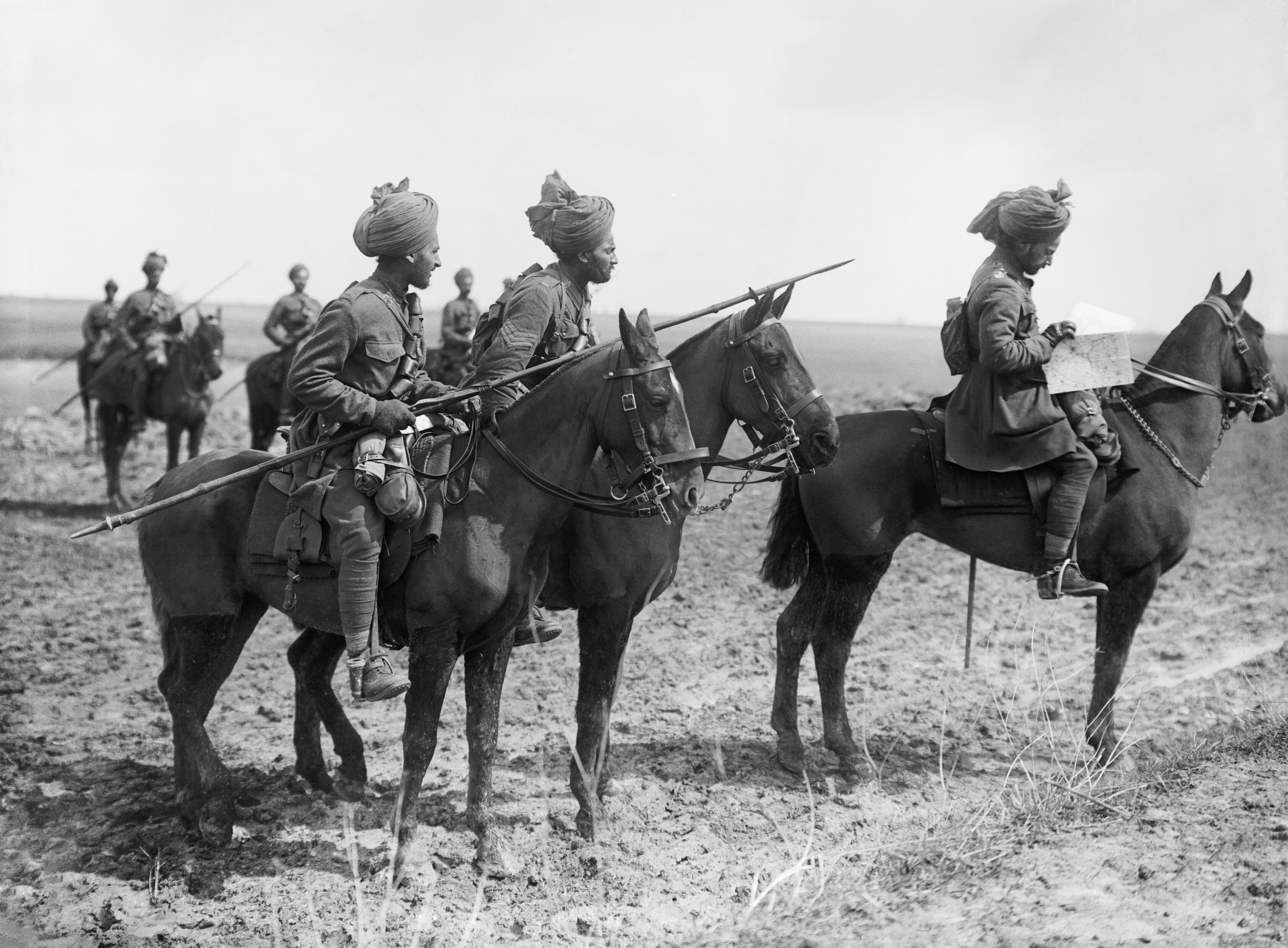
Les éclaireurs avancés du Hodson's Horse s'arrêtent pour consulter une carte, près de Vraignes, France en avril 1917

- 30th Lancers (Gordon's Horse) (transféré en juin 1916 à la 7th (Meerut) Cavalry Brigade)
- 18th King George's Own Lancers (rejoint en juin 1916 par la 7th (Meerut) Cavalry Brigade)
- Batterie X, Royal Horse Artillery
- 14th Machine Gun Squadron (rejoint le 29 février 1916)

Brigade de cavalerie canadienne (rejointe le 17 juin 1916 par la 3e division de cavalerie)
- Royal Canadian Dragoons
- Lord Strathcona's Horse
- Fort Garry Horse
- Brigade de l'Artillerie royale canadienne à cheval (Batteries A et B, RCHA)
- Escadron de mitrailleuses de la Brigade de cavalerie canadienne

IIe brigade indienne, Royal Horse Artillery (XVIIe brigade, Royal Horse Artillery à partir du 26 novembre 1916)
- Batterie N, Royal Horse Artillery (avec la 9e brigade de cavalerie (Secunderabad))
- X Battery, Royal Horse Artillery (avec la 7e (Meerut) brigade de cavalerie, en Mésopotamie avec brigade)
- X Battery, Royal Horse Artillery (avec la 5e (Mhow) brigade de cavalerie puis la 3e (Ambala) brigade de cavalerie)
- Colonne de munitions de la IIe brigade RHA indienne